# Dia del Mestís
El Dia del Mestís, commemorat el dia 27 de juny, reivindica al Brasil les persones nascudes del mestissatge entre les ètnies indígenes, blanques, negres –conformadores de la tradicional identitat brasilera– o qualsevol altre –provinents de la migració rebuda a partir del segle xx.

## Antecedents
El març de 2003, el govern de Lula da Silva va instituir la Secretaria de Polítiques per a la Promoció de la Igualtat Racial (SEPPIR), amb l'objectiu de promoure la igualtat de possibilitats i la protecció dels grups racials i ètnics afectats per la discriminació racial i altres formes d'intolerància.
La ciutat de Manaus va acollir, entre el 7 i el 9 d'abril de 2005, la I Conferència Municipal de Polítiques de Promoció i Igualtat Racial, amb l'objectiu de crear un organisme capaç d'avaluar el compliment a nivell municipal de les mesures promogudes pel SEPPIR En aquesta primera reunió, es va escollir un comitè directiu, format per 27 delegats. Un dels temes tractats en la conferència fou la nul·la presència dels mestissos en les polítiques del SEPPIR, centrades quasi exclusivament en negres i indígenes.
El 30 de juny d'aquell mateix 2005, es va celebrar a Brasília la I Conferència Nacional per a la Promoció de la Igualtat Racial (Conapir). En aquella reunió, només hi va poder participar una delegada mestissa, la cabocla amazonense Helda Castro de Sá, del moviment Nação Mestiça ("Nació mestissa").

## Creació del Dia del Mestís
Nação Mestiça i altres organitzacions, amb la col·laboració del periodista Assis Pinho, van elevar una proposta per la creació del Dia del Mestís. Aquesta va ser articulada pel regidor manauara Williams Tatá, qui va proposar el dia 27 de juny per commemorar-lo. L'elecció de la data rau en els 27 delegats triats en la Conferència de Manaus i en el mes on s'organitzà la primera Conapir.
L'ajuntament de Manaus va aprovar la celebració del Dia del Mestís mitjançant la llei municipal nº 934, de 6 de gener de 2006. Dos mesos després, el governador amazonense va oficialitzar l'ampliació de l'abast d'aquest Dia a tot l'estat de l'Amazones.
A més d'aquest estat, el Dia del Mestís també se celebra a Paraíba i Roraima des de 2007 i a Mato Grosso, des de 2017.